# 스쿼트

바벨 스쿼트

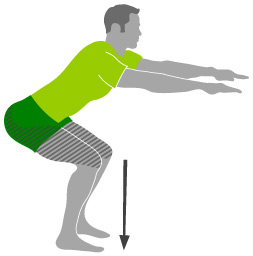
체급 스쿼트

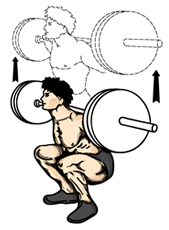
딥 스쿼트

스쿼트(영어: squat, 표준어: 스쾃)는 웨이트 트레이닝의 가장 대표적인 운동 중 하나이며, 데드리프트, 벤치 프레스와 함께 웨이트 트레이닝의 트로이카 운동으로 꼽힌다. 중량을 겨루는 스포츠인 파워리프팅 중 하나이다. 바벨 또는 덤벨을 들고 무릎 관절을 굽혔다 펴는 행동을 반복함으로써, 하반신의 대퇴사두근과 하퇴삼두근, 대둔근, 중전근 등의 근육을 성장시키는 운동으로, 하체의 근육량 증가에 커다란 효과가 있다.
잘못된 자세 또는 무리한 중량으로 행할 경우 무릎 부상의 위험이 큰 운동이기도 하다. 무릎을 구부릴 때는 무릎이 앞으로 돌출되어 무게중심이 앞으로 쏠리지 않도록 주의해야 하며, 허리를 구부리지 말고 엉덩이를 뒤로 뺀 자세로 시행해야 한다.

## 스쿼트의 종류
스쿼트에는 여러 가지 종류가 있다.
자신의 체중으로 실시하는 노멀 스쿼트로는 다음과 같은 것이 있다.
- 풀 보텀 스쿼트(Full bottom squat): 완전히 앉는 스쿼트. 무릎의 부담이 크기에 상급자용이다.
- 풀 스쿼트(Full squat): 평행상태보다 좀더 굽히는 스쿼트. 파워리프팅 대회에서는 이것만 인정한다.
- 하프 스쿼트(Half squat): 무릎의 각도를 90도까지만 굽히는 스쿼트.
- 쿼터 스쿼트(Quarter squat): 지면과 30~45도까지만 굽히는 스쿼트.

그 외에도
- 힌두 스쿼트(Hindu squat): 발끝으로 서서 팔을 치켜들어 반동을 준다.
- 싱글 레그 스쿼트(Single leg squat): 한 발만으로 실시한다.
- 점핑 스쿼트(Jumping squat): 무릎을 뻗을 때 점프한다.

사용하는 도구에 따라서
- 덤벨 스쿼트(Dumbbell squat): 아령으로 한다.
- 바벨 스쿼트(Barbell): 바벨을 사용한다.
- 스미스 머신 스쿼트(Smith machine squat): 스미스 머신을 사용한다.
- 엑서사이즈 볼 스쿼트(Exercise ball): 운동용 볼을 사용한다.

이외에도 다양한 방법이 존재한다.

## 상세 동작

### 스쿼트
이하는 가장 표준적이고 어떤 기구도 사용하지 않는 훈련 방법인 하프 에어 스쿼트(Half air squat)를 기준으로 한 설명이다.
1. 릴렉스한 채로 선다. 어깨 넓이로 발을 벌리고 양 팔은 몸에 가볍게 붙인다.
2. 밸런스를 취하며 숨도 들이쉬면서 그대로 무릎을 굽혀 허리 위 상반신을 내린다. 이 때에 발뒤꿈치를 절대 올리지 않는다. 상체를 가능한 똑바로 세워 허리의 등뼈가 아치형태를 유지하도록 한다. 허리가 굽어지면 부상의 원인이 된다.
3. 허벅지와 바닥이 평행을 이룰 때까지 허리를 낮춘다. 그리고 가능하면 평행 상태에서 1초 정도 머문다. 숨을 뱉으면서 무릎과 등을 세우면서 허리를 올린다.
4. 1〜3을 반복한다.

동작을 함에 있어서 속도는 개인의 자유이지만, 급격하게 수행하면 무릎 인대 등이 부상을 입게 되니 빠르게 하지 않도록 주의한다. 또한 하프(Half) 외의 스쿼트를 실시할 때에는 발목이 유연하지 않은 사람은 어쩔 수 없이 발뒤꿈치를 들기 쉬운데, 이 때 아킬레스건 등에 무리하게 부하가 걸리게 된다. 그렇기 때문에 발 뒤꿈치는 들지 않도록 한다.
내려가는 깊이는 운동의 목적과 운동을 실시하는 사람의 유연성에 따라 달라진다. 하프 스쿼트는 대퇴사두근에 자극을 집중할 수 있으며 요구하는 유연성이 적다. 엉덩이가 무릎 아래로 내려가는 스쿼트는 하체 전반의 근육이 관여하며 몸의 협응력과 밸런스를 키울 수 있으며 고관절과 발목의 유연성이 부족할 경우 수행하기 어렵다.
발의 각도를 설정할 때에는 무릎과 발끝을 바깥쪽으로 벌릴 수록 내전근의 개입이 커지고 양 발이 평행할수록 대퇴사두근에 자극이 집중된다. 양 발을 평행하게 하고 스쿼트를 할 때에는 고관절의 구조상 하프 스쿼트 이하의 깊이로 내려가기는 힘들다. 일반적으로 대퇴사두근을 집중적으로 자극하려는 목적에서 하프 스쿼트를 할 경우 양 발을 평행하게 하며, 그외에는 30~45도 정도로 무릎과 발끝을 바깥쪽으로 벌려서 스쿼트를 수행한다.

### 힌두 스쿼트
프로 레슬러가 하반신 훈련법으로 자주 사용하는 훈련으로, 팔을 앞뒤로 시계추처럼 돌리며 허리를 낮추는 몸무게를 이용한 스쿼트이다. 프로 레슬러는 1000회, 많을 때에는 2시간 이상 걸쳐서 3000회를 하기도 한다. 그러나 이것은 힘을 뺀 상태로 허리를 낮춰 관절에 부딪혀 튀어 오르는 반동으로 몸을 세우는 동작의 반복이기에 무릎 관절이 상처 입기 쉽고 근력 향상에는 효율적이지 못하다. 유산소 운동과 대퇴사두근의 스트레칭에는 알맞다. 또한 최근에는 스쿼트를 할 때에 무릎을 앞으로 강하게 내밀지 않도록 강조하고 있으나, 힌두 스쿼트는 무릎을 커다랗게 앞으로 내미는 폼을 강조한다. 이렇기에 무릎에 통증을 느끼기 쉬우니 주의를 요한다.

### 바벨(역기) 스쿼트

바벨 프론트 스쿼트
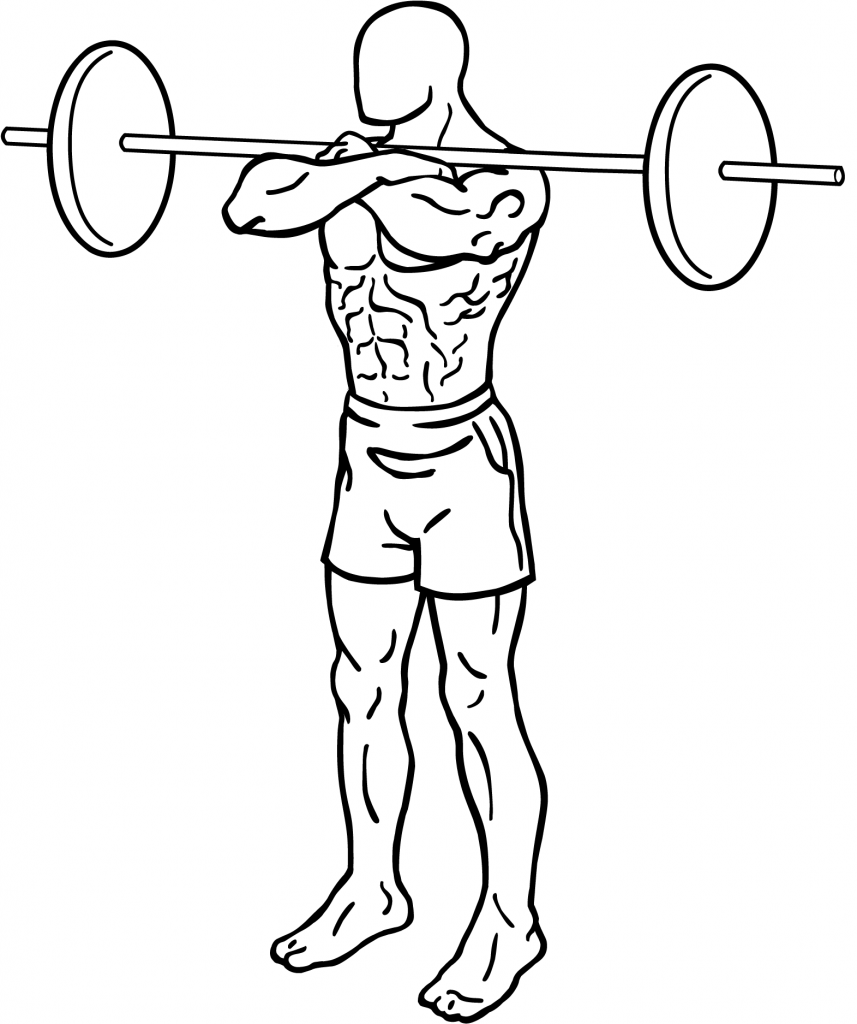
스타트
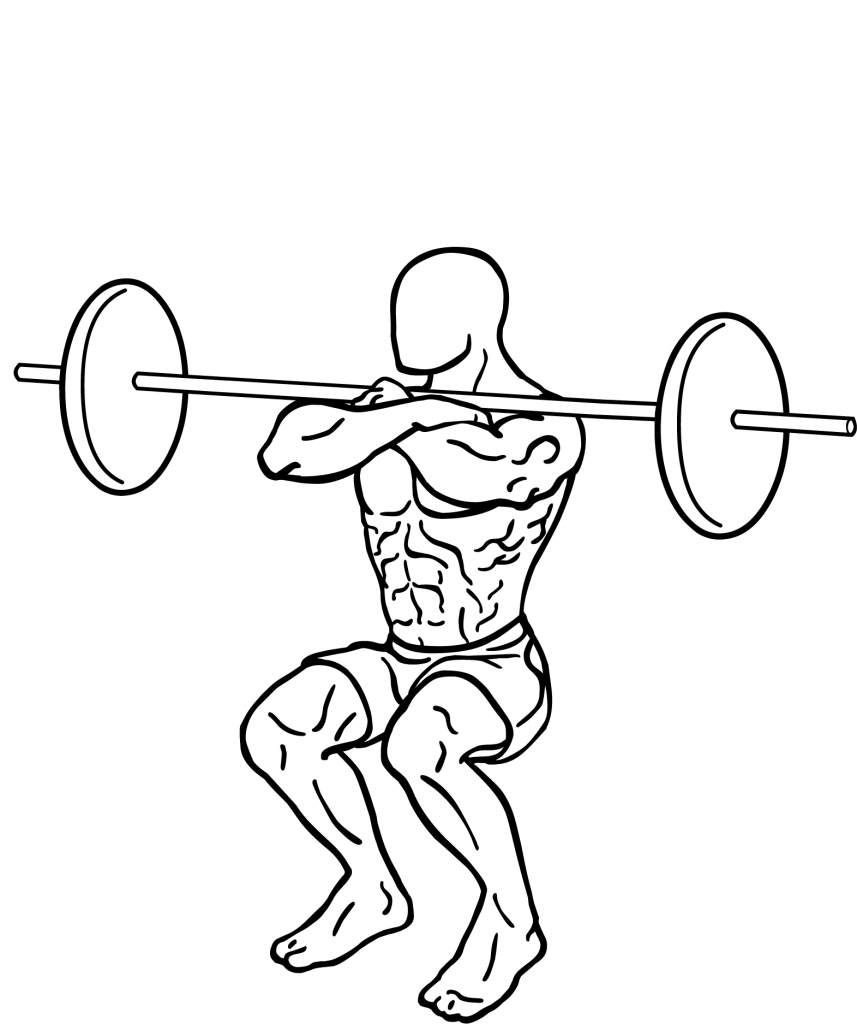
피니쉬

가장 대중적인 스쿼트로 “풀 보텀”으로 행하면 햄스트링과 대둔근에 부하가 크게 가해지며, “쿼터”로 행하면 대퇴사두근에 부하를 강하게 준다. 하프는 두 자세의 그 중간 정도이다.
1. 바벨에 스쿼트패드를 붙여 승모근에 댄다. 양손의 팔꿈치가 90도가 되도록 사이에 거리를 두고 역기를 잡는다. 릴렉스한 채로 서서 어깨 넓이로 발을 넓힌다.
2. 숨을 들이마시며 무릎을 굽혀 허리를 내린다. 상체는 자연스러운 아치가 되도록 허리를 핀 상태여야 한다. 절대 허리를 굽히지 않는다.
3. 숨을 뱉으며 원래 자세로 돌아온다.
4. 2~3까지 순서를 반복한다.

바벨 와이드스탠스 스쿼트
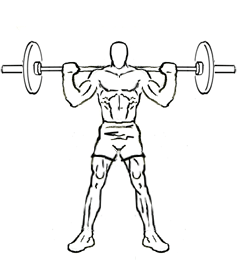
스타트
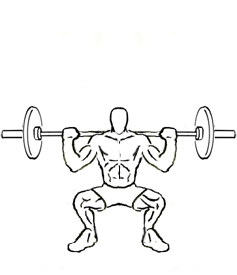
피니쉬

- 바벨 프론트 스쿼트
- 스타트
- 피니쉬

### 스미스 머신 스쿼트
바벨(역기) 스쿼트와 거의 같다. “풀 보텀”으로 하면 햄스트링과 대둔근에 부하가 걸리며, 쿼터로 하면 en:Quadriceps femoris muscle대퇴사두근에 부하가 걸린다. 하프는 그 중간이다.
1. 스미스 머신의 바에 스쿼트 패드를 붙여 승모근을 댄다. 양손 팔꿈치가 90도가 되도록 양 손 사이를 띄어 거리르 두고 잡는다. 릴렉스한 채로 서서 어깨 넓이로 발을 넓힌다.
2. 숨을 들이마시며 무릎을 굽혀 허리를 내리는데 상체가 아치를 그리도록 허리를 펴야하며 절대 허리를 굽히지 않는다.
3. 숨을 뱉으면서 원래 자세로 돌아온다.
4. 2~3의 순서를 반복한다.

머신의 축보다 앞에 서서 하면, 백 스쿼트와 같은 효과를 얻을 수 있다.

스미스 머신 스쿼트
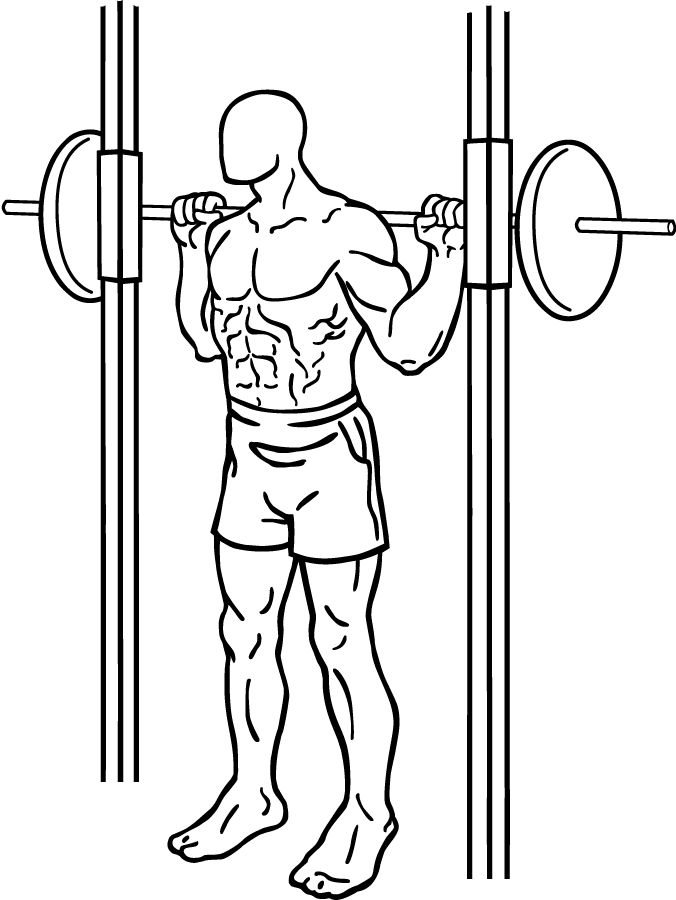
스타트
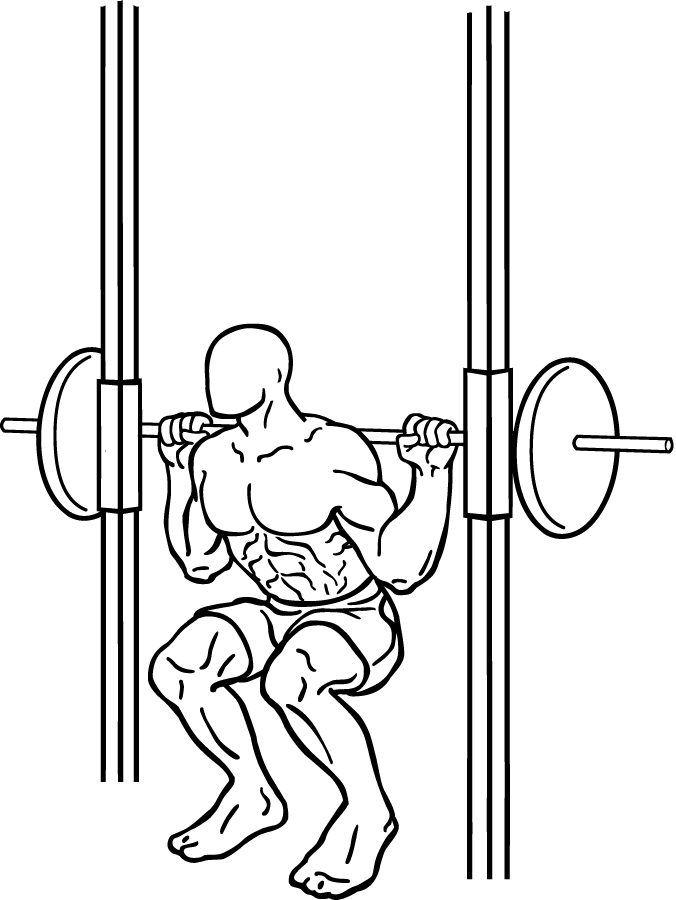
피니쉬

### 튜브 스쿼트
1. 튜브의 양 끝을 잡고 서서 어깨 넓이로 발을 넓힌다.
2. 숨을 들이쉬면서 무릎을 굽혀 허리를 내린다. 상체는 아치를 그리듯 허리를 펴며, 절대 허리를 굽히지 않는다.
3. 숨을 뱉으며 원래 자세로 돌아온다
4. 2~3 순서를 반복한다.

튜브 스쿼트
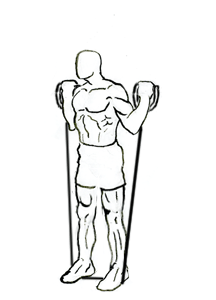
스타트
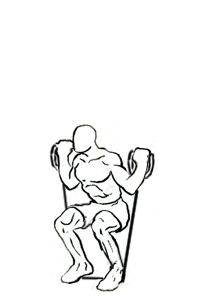
피니쉬

### 불가리안 스쿼트
1. 벤치나 운동용 볼혹은 받침대로부터 조금 떨어진 위치에 서서 한쪽 발등을 벤치나 운동용 볼이나 받침대에 올린다.
2. 숨을 들이쉬면서 똑바로 앞을 보면서 반대편 다리를 굽힌다. 이 때, 발끝과 무릎의 방향은 같게 한다.
3. 대퇴(허벅지)가 수평이 될 때까지 다리를 굽혔다면 숨을 뱉으면서 원래대로 돌아온다.
4. 2~3의 순서를 반복한다. 반대측 다리도 같은 방법이다.

밸런스를 취하기 어렵지만 익숙해지면 안정된 자세가 나온다. 대퇴사두근에 부하를 주고 싶다면 벤치에 가깝게 서고, 상체를 일으킨 채로 행한다. 대둔근과 햄스트링에 부하를 주고 싶다면 벤치에서 벌리 떨어진 위치에 서서 상체를 앞으로 기울여 행한다. 몸무게의 반이 부하로 걸리는 힘든 종목이지만, 그래도 만약 부하가 부족하다면 바벨(역기)나 덤벨(아령)을 이용한다.

바벨 불가리안 스쿼트
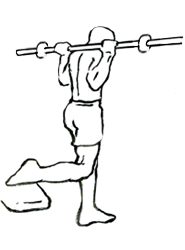
스타트
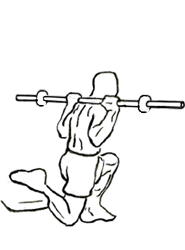
피니쉬

### 싱글 레그 스쿼트
1. 릴렉스한 채로 한 발로 선다.
2. 숨을 들이마시며 무릎을 굽혀 허리를 내린다.
3. 숨을 뱉으며 원래 자세로 돌아온다.
4. 2~3을 반복한다.

바벨 스쿼트와 비슷하며 무릎을 굽히는 정도에 따라서 효과가 다르다. 익숙하지 않을 때에는 팔로 지지할 물건을 잡아 몸에 밸런스를 유지한다. 근육에 걸리는 부하가 적다면 손에 덤벨(아령)을 든다.

바벨 싱글 레그 스쿼트
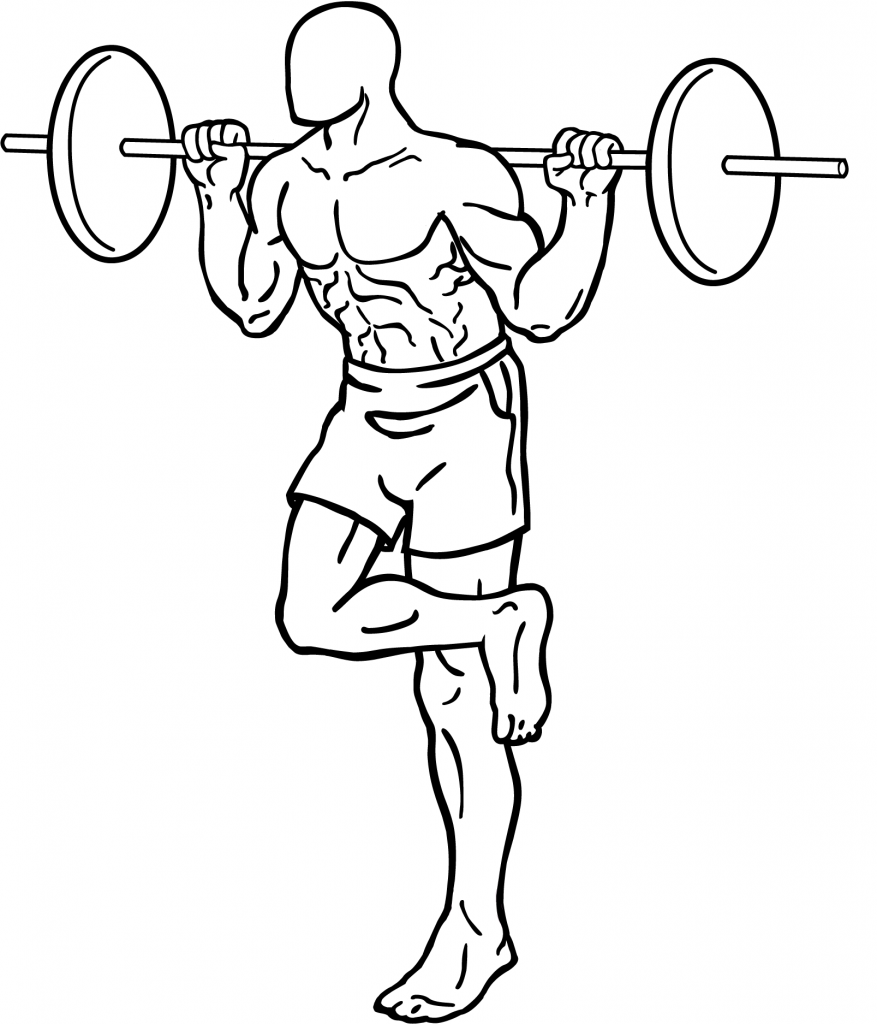
스타트
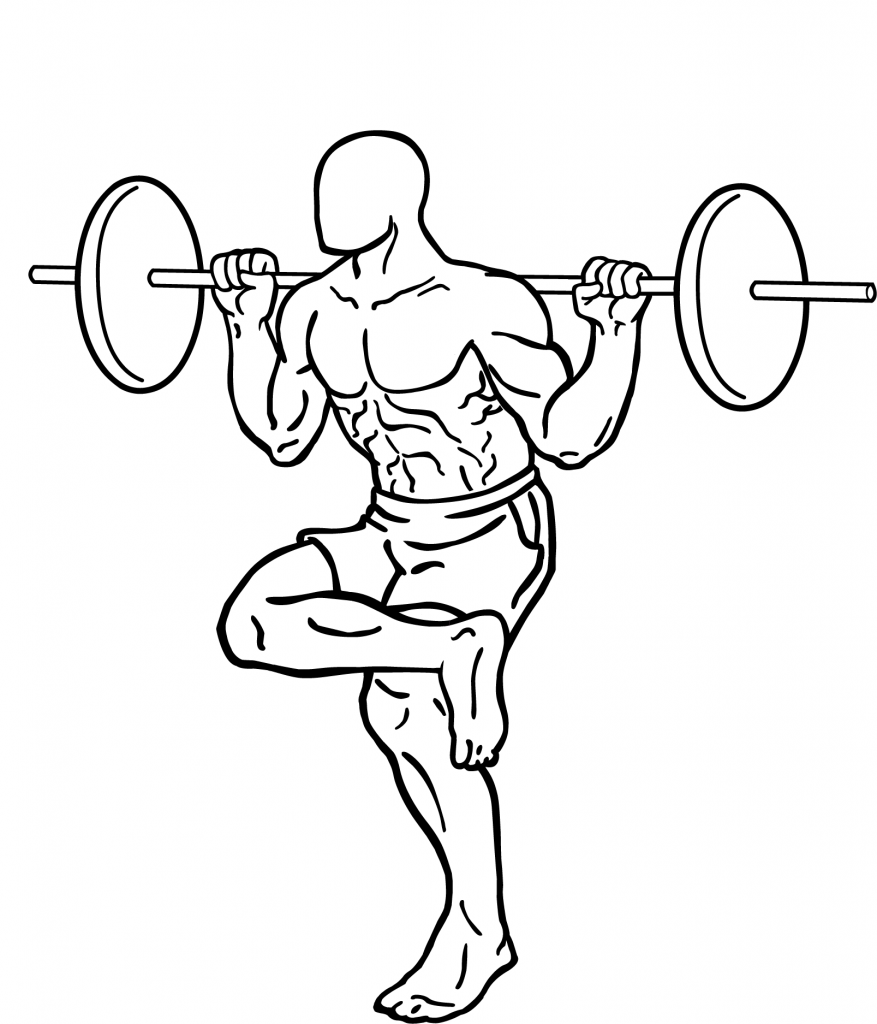
피니쉬

### 시시 스쿼트(Sissy squat)
1. 기둥이나 선반의 버팀목 옆에 서서, 한 손으로 잡는다. 명치 정도 높이가 좋다
2. 발끝이 정면을 향하게 하고, 숨을 들이쉬면서 상체를 뒤로 눕히면서 천천히 무릎을 구부린다. 이 때 태퇴(허벅지)와 상체는 항상 일직선이 되도록 한다. 다른 스쿼트와 다르게 무릎을 굽히면서 동시에 발꿈치도 들어올린다.
3. 상체를 45도 정도까지 눕히면, 숨을 뱉으면서 원래 자세로 돌아온다.

대퇴사두근에 부하가 집중되는 스트레칭 종목. 초심자는 몸무게만으로 충분하지만, 부하가 부족해지면 손에 아령이나 플레이트를 가슴에 안고 행한다.

시시 스쿼트
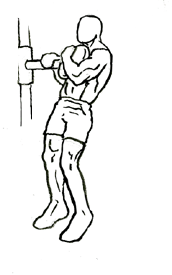
스타트
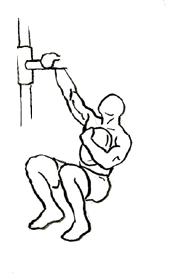
피니쉬

### 바벨(역기) 백 스쿼트
1. 웅크린 자세에서 대퇴(허벅지) 아래 바벨이 위치하도록 양손으로 든 자세를 취한다
2. 숨을 뱉으며 무릎을 뻗는다.
3. 숨을 들이쉬며 원래 자세로 돌아간다.
4. 2~3 순서를 반복한다.

바벨 백 스쿼트
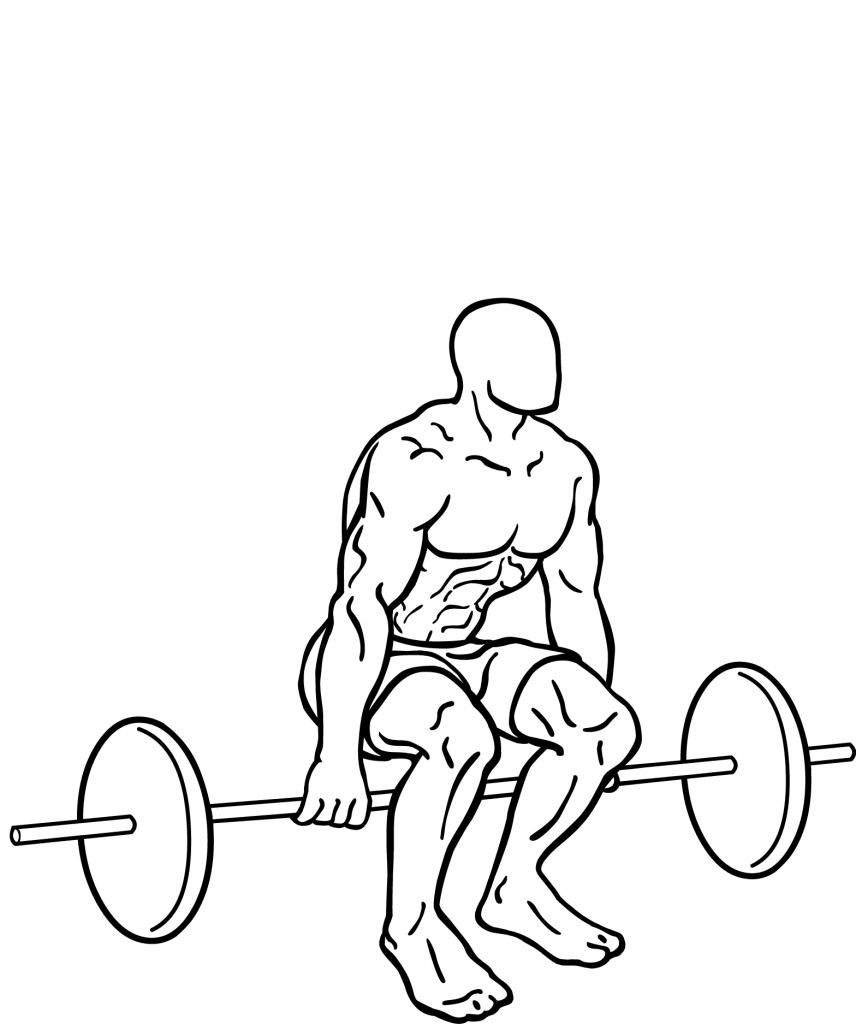
스타트
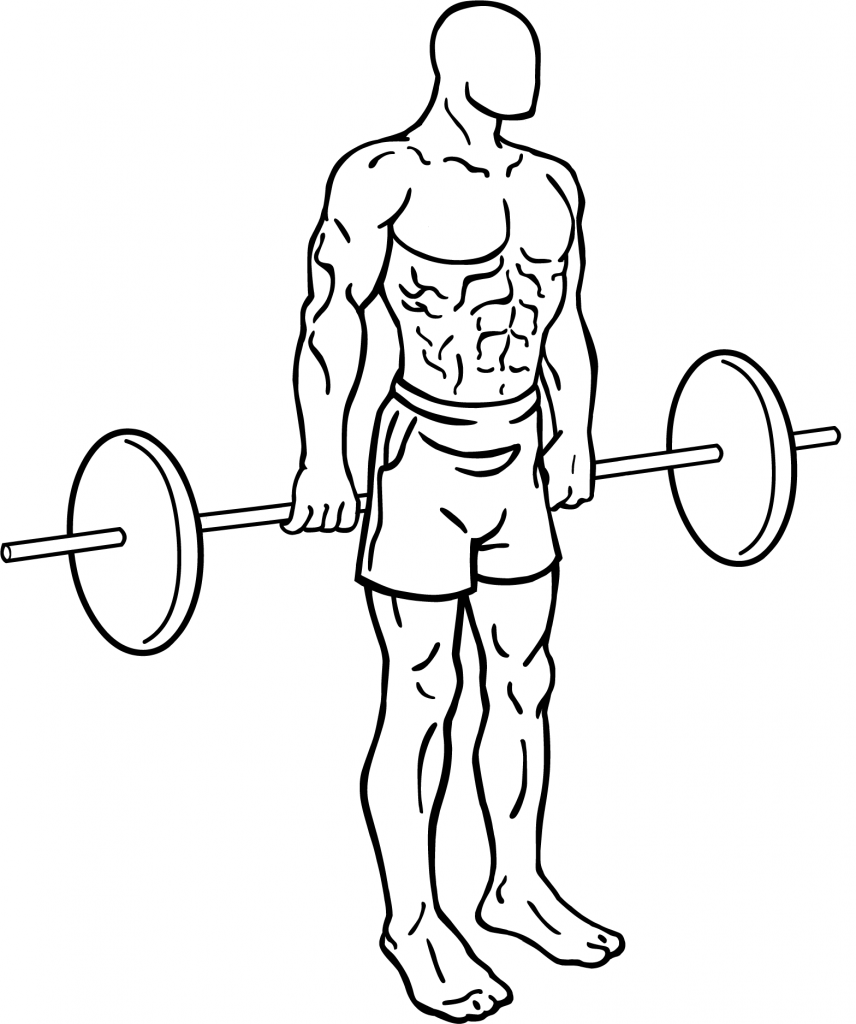
피니쉬

### 스미스 머신 백 스쿼트
1. 웅크린 자세로 대퇴(허벅지) 아래에 바가 위치하도록 양 손으로 잡는 자세를 취한다.
2. 숨을 뱉으며 무릎을 뻗는다.
3. 숨을 들이마시며 원래 자세로 돌아간다.
4. 2~3 순서를 반복한다.

스미스 머신 백 스쿼트
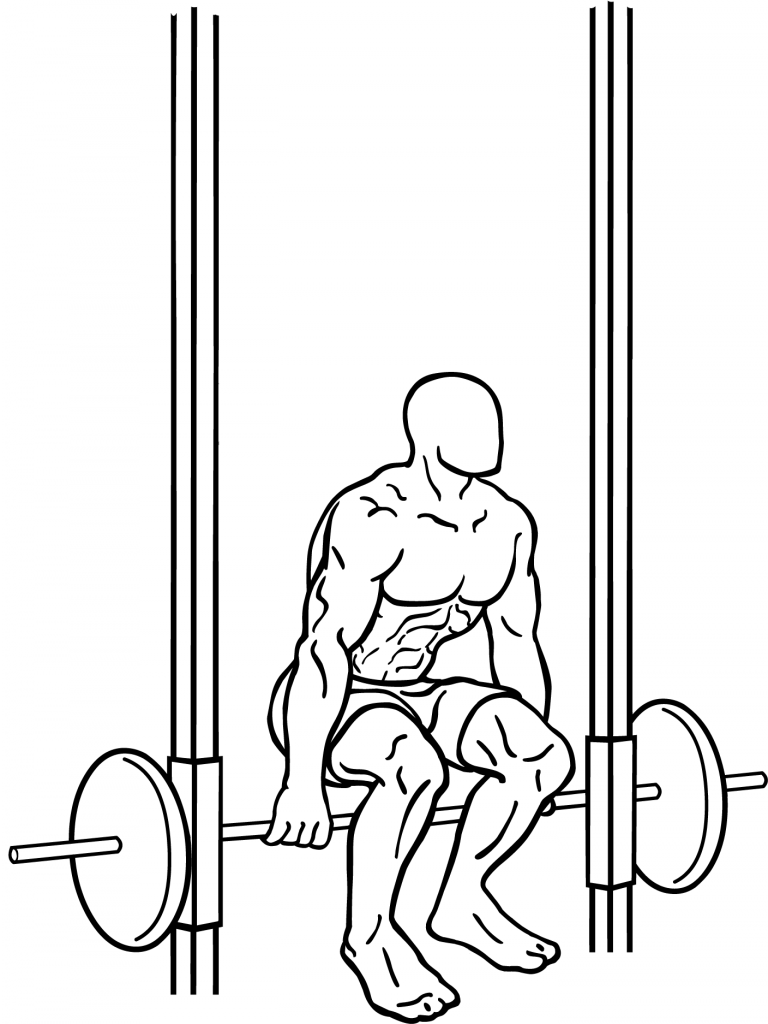
스타트
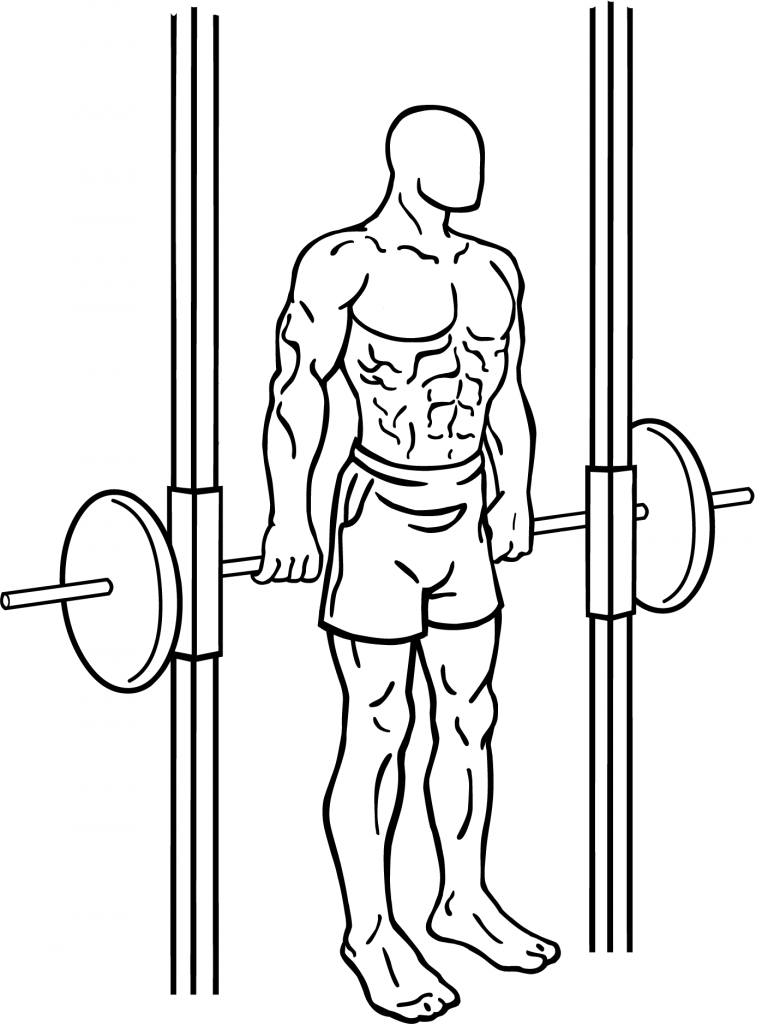
피니쉬

### 백 스쿼트 머신
1. 경사가 진 머신을 준비한다. 머신의 발 놓는 곳에 올라서서 어깨 높이에 패드를 맞춘다.
2. 웅크린 상태에서 숨을 뱉으며 무릎을 뻗는다.
3. 숨을 들이마시며 원래 자세로 돌아온다.
4. 2~3 순서를 반복한다.

백 스쿼트 머신
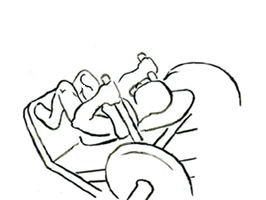
스타트
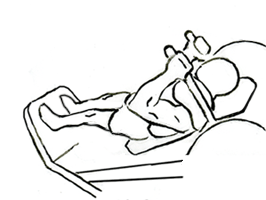
피니쉬

### 내로우 스탠스 백 스쿼트 머신

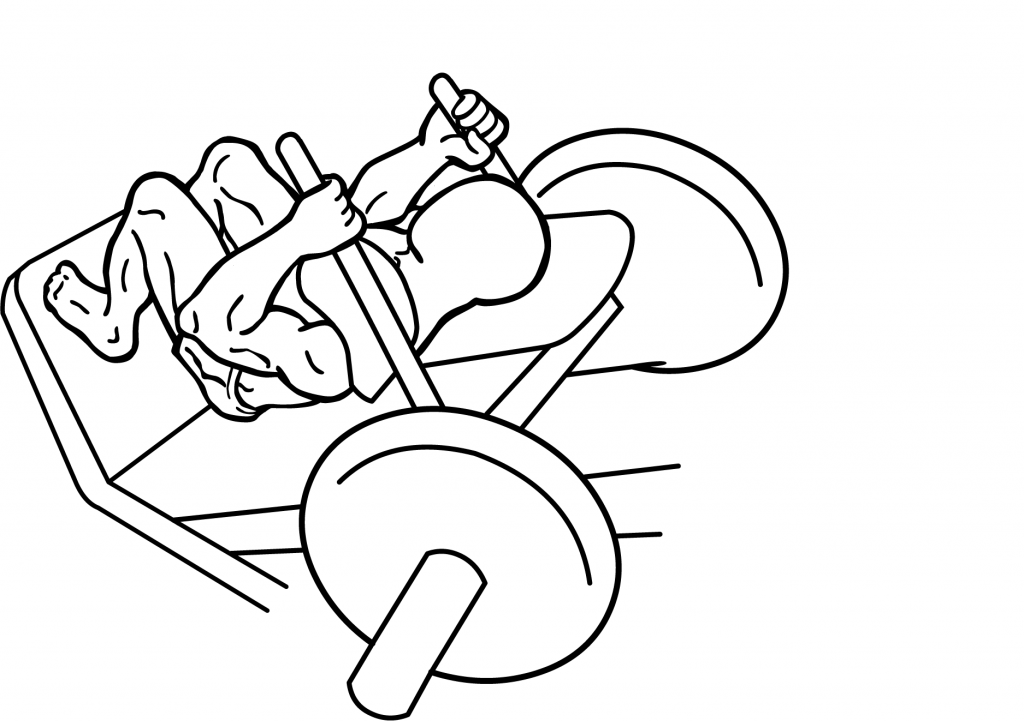
내로우 스탠스 백 스쿼트 머신(스타트)
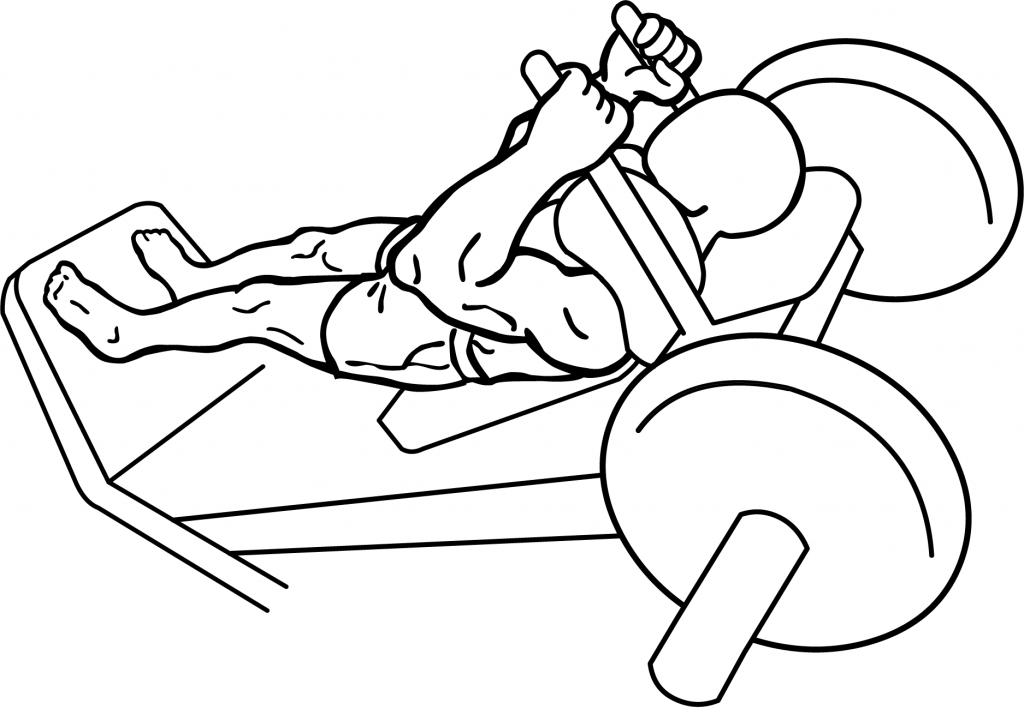
내로우 스탠스 백 스쿼트 머신(피니쉬)

## 인용 자료
- 쿠보타 미노루(窪田登) 『우이다 트레이닝 바이블』, 모리나가(森永) 제과 주식회사 건강사업부
- 야마모토 요시노리(山本義徳),『체지방을 줄여 근육을 붙이는 트레이닝』, 나가오카(永岡)서점
- 『멋진 몸 the best』, 베이스볼 매거진 사.

## 같이 보기
- 근력 트레이닝
- 웨이트 트레이닝